# 景阳郡
景阳郡，中国南北朝时设置的郡。又作境阳郡，《隋书·地理志》记载“宕渠县梁置，并置境阳郡，开皇初郡废。”
南梁太清元年（547年）置，治所在宕渠县（今四川省营山县东北六十里黄渡镇景阳村）。辖境相当今四川省营山县一带。下辖宕渠县、绥安县。隋文帝开皇三年（583年）废景阳郡，下辖诸县归属渠州。